# Centrum Handlowe Pogoria
Centrum Handlowe Pogoria w Dąbrowie Górniczej jest jednym z największych centrów handlowo-rozrywkowych w rejonie Zagłębia Dąbrowskiego. W skład CH Pogoria, obok tradycyjnej galerii handlowej, wchodzi również wielkopowierzchniowy sklep z materiałami budowlanymi i wyposażeniem wnętrz OBI oraz pięciosalowe kino Helios. Na terenie galerii działa hipermarket Auchan. W CH Pogoria znajduje się łącznie około 75 sklepów marek polskich i międzynarodowych. Całkowita powierzchnia Pogorii wynosi 43 200 m², z czego 36 700 m² stanowi powierzchnia handlowa. W 2014 roku miała miejsce rozbudowa parkingu centrum, który oferuje obecnie 1100 miejsc parkingowych.
Otwarcie CH Pogoria nastąpiło w listopadzie 2008 roku, natomiast market OBI został udostępniony klientom pod koniec czerwca 2010 roku.

## Historia
CH Pogoria powstało na terenie po zlikwidowanej stalowni Huty Bankowej, przyczyniając się do rewitalizacji znacznego obszaru na mapie Dąbrowy Górniczej. Prace przy konstrukcji obiektu, obejmowały także rekultywację terenu poprzemysłowego, w tym uporządkowanie i odnowienie sąsiedniego Parku Śródmiejskiego.

## Lokalizacja
CH Pogoria położone jest w centrum Dąbrowy Górniczej, przy ulicy Jana III Sobieskiego. Lokalizacja ta zapewnia dostęp do dróg krajowych E40 Kraków-Wrocław oraz E75 Cieszyn-Gdańsk. W strefie bezpośredniego oddziaływania centrum mieszka około 650 tysięcy osób. Dojazd do CH Pogoria zapewnia kilkanaście linii autobusowych oraz tramwajowych.

## Architektura
Bryła centrum nawiązuje architekturą do zabytkowego Pałacyku Dezona, który włączono w całość kompleksu. Przy głównym wejściu do Pogorii ulokowano okrągły plac, otoczony kolumnadą. Pośrodku placu zaprojektowano fontannę, która jest popularnym miejscem spotkań i odpoczynku. Pogoria jest z jednej strony połączona z głównym deptakiem Dąbrowy Górniczej (ul. 3 Maja) kładką dla pieszych, a z drugiej przylega do parku miejskiego. Projektując wnętrza CH Pogoria, zdecydowano się na użycie naturalnych materiałów oraz wprowadzenie elementów nawiązujących do natury i ekologii. Detale dekoracyjne wykonano z naturalnego drewna, a funkcję siedzisk spełniają pnie drzew.

## Rekomercjalizacja
Od 2013 roku w CH Pogoria trwa proces częściowej rekomercjalizacji, uwzględniający cykl życia współczesnego centrum handlowego oraz zmieniające się zwyczaje konsumenckie. Jego efektem są zawarte nowe lub przedłużone umowy wynajmu dotyczące łącznie blisko 15 500 m² powierzchni handlowej. Klienci Pogorii mogą korzystać z poszerzonej oferty sklepów, z których część niemal dwukrotnie powiększyła swoją powierzchnię handlową. Pojawiły się także zupełnie nowe sklepy, jak również nowe punkty usługowe.

## Ekologia
W 2015 roku centrum otrzymało międzynarodowy certyfikat ekologiczny BREEAM In-Use (dla budynków istniejących) w kategoriach „Budynek” oraz „Zarządzanie obiektem” – w obu przypadkach na poziomie „Excellent” – uzyskując odpowiednio wynik 74% i 70%.
Pogoria stała się tym samym pierwszym i jedynym budynkiem w Dąbrowie Górniczej, który może pochwalić się tym prestiżowym wyróżnieniem, a także jednym z najbardziej zielonych centrów handlowych w Polsce. Przyznanie certyfikatu zwieńczyło długoterminowy proces wdrażania w Pogorii rozwiązań przyjaznych dla środowiska naturalnego.
W analizie właściwości Pogorii wysoko oceniono m.in. efektywne zarządzanie budynkiem oraz zastosowanie rozwiązań umożliwiających znaczną oszczędność energii elektrycznej i wody, obniżających emisję CO2 oraz usprawniających gospodarkę odpadami. Eksperci BREEAM docenili również działalność właściciela i zarządcy Pogorii w zakresie promocji zachowań proekologicznych oraz dbałości o najwyższy standard utrzymania obiektu i jego otoczenia.

## Nazwa
Nazwa "Centrum Handlowe Pogoria", pochodzi od zlokalizowanego w Dąbrowie Górniczej znanego kompleksu jezior Pogoria.

## Podstawowe informacje
- 43 200 m² – powierzchnia całkowita obiektu
- 36 700 m² – powierzchnia najmu obiektu
- 1 100 – liczba miejsc parkingowych
- 75 – łączna liczba sklepów, lokali gastronomicznych i punktów usługowych